# NGC 4746
NGC 4746 је спирална галаксија у сазвежђу Девица која се налази на NGC листи објеката дубоког неба.
Деклинација објекта је + 12° 4' 59" а ректасцензија 12h 51m 55,2s. Привидна величина (магнитуда) објекта NGC 4746 износи 11,9 а фотографска магнитуда 12,7. NGC 4746 је још познат и под ознакама UGC 8007, MCG 2-33-29, CGCG 71-60, IRAS 12494+1221, PGC 43601.